# Hyla chinensis
Hyla chinensis is een kikker uit de familie boomkikkers (Hylidae). De soort werd voor het eerst wetenschappelijk beschreven door Albert Carl Lewis Gotthilf Günther in 1859. Oorspronkelijk werd de wetenschappelijke naam Hyla arborea var. chinensis gebruikt.
De kikker bereikt een lichaamslengte van 25 tot 33 millimeter, de vrouwtjes worden iets groter dan de mannetjes. De lichaamskleur is egaal groen aan de bovenzijde en geel aan de buikzijde. Aan de flanken zijn vaak zwarte ronde vlekjes aanwezig. Van het trommelvlies tot de neuspunt loopt een brede bruine streep.

## Verspreiding en leefgebied
Deze soort komt voor in Midden-China en Taiwan op een hoogte van 200 tot 1000 meter boven zeeniveau. De kikker leeft vaak ijn kleine groepjes in bomen en struiken, ook rijstvelden en vijvers zijn geschikt als habitat.